# Helmut Schön
Helmut Schön, född 15 september 1915 i Dresden, död 23 februari 1996 i Wiesbaden, var en tysk fotbollstränare och fotbollsspelare, förbundskapten för det västtyska landslaget 1964–1978. Han spelade under sin karriär som spelare 16 landskamper.
Helmut Schön blev tysk mästare med Dresdner SC två gånger och gjorde 17 mål på sina 16 landskamper. 
Helmut Schön blev under sin tid som förbundskapten för Västtyskland en av världens mest framgångsrika tränare. Han började efter den framgångsrika karriären som spelare (bland annat landslagsspelare) som tränare för olika klubblag. Han var en kort tid förbundskapten för Östzonen som senare blev DDR. Hans karriär i väst tog fart när han blev förbundskapten för Saarland. 
Han anställdes sedermera av det västtyska fotbollsförbundet och blev assistent till Sepp Herberger. När Herberger avgick 1964 tog Schön över och ledde västtyska landslaget under dess absoluta storhetsperiod med bland annat VM- och EM-guld. Schön avgick 1978 efter ett VM-slutspel med små framgångar för tysk del. Hans kännetecken var hans keps och han kallas mycket riktigt Der Mann mit der Mütze i Tyskland. Han efterträddes av sin assistent Jupp Derwall.

## Meriter
- Förbundskapten vid 139 A-landskamper (1964–1978)

- VM 1966: VM-silver
- EM 1968: Västtyskland utslaget i kvalet
- VM 1970: VM-brons
- EM 1972: EM-guld
- VM 1974: VM-guld
- EM 1976: EM-silver
- VM 1978: Femte plats